# Bátorligeti-láp
Bátorligeti-láp är ett träsk i Ungern.   Det ligger i provinsen Szabolcs-Szatmár-Bereg, i den nordöstra delen av landet, 240 km öster om huvudstaden Budapest.